# Smaragdina furthi
Smaragdina furthi là một loài bọ cánh cứng trong họ Chrysomelidae. Loài này được Erber & Medvedev miêu tả khoa học năm 1999.